# Nadzeya Liapeshka
Nadzeya Liapeshka (n. 26 aprilie 1989, Pcič⁠(d), RSS Bielorusă, URSS) este o caiacistă ce a reprezentat Belarus, medaliată olimpică. A participat la 3 ediții ale Jocurilor Olimpice (2012, 2016, 2020) în care a câștigat o medalie de bronz.